# James Pearce

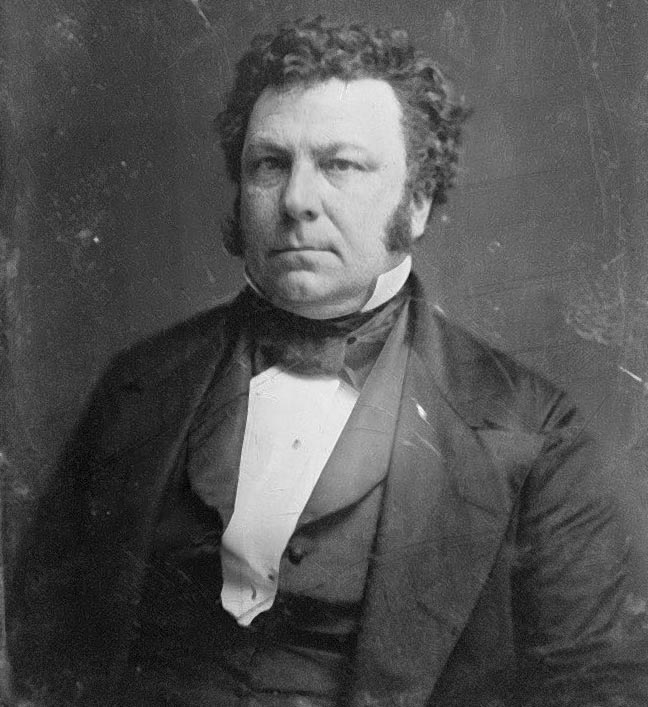
James Pearce

James Alfred Pearce (* 14. Dezember 1805 in Alexandria, Virginia; † 20. Dezember 1862 in Chestertown, Maryland) war ein US-amerikanischer Politiker. Er vertrat den Bundesstaat Maryland in beiden Kammern des Kongresses.

## Leben
Nach dem Besuch einer Privatschule in seiner Heimat Virginia begann Pearce ein Jura-Studium am College of New Jersey, der heutigen Princeton University. Er graduierte 1822 und wurde nach seinem Abschluss in die Anwaltskammer aufgenommen, woraufhin er 1824 als Jurist in Cambridge zu arbeiten begann. Im folgenden Jahr zog er nach Louisiana um, wo er sich im Zuckerrübenanbau betätigte; 1828 kehrte er nach Maryland zurück und wurde wieder Anwalt in Chestertown.
James Pearce war Mitglied der Whigs, für die er von 1831 bis 1835 dem Abgeordnetenhaus von Maryland (House of Delegates) angehörte. 1835 wechselte er ins US-Repräsentantenhaus in Washington, D.C., wo er bis 1839 verblieb. Bei der Wahl 1838 verlor er seinen Sitz an Philip F. Thomas, 1841 kehrte er aber für eine weitere zweijährige Amtsperiode zurück.
1843 wurde Pearce in den US-Senat gewählt. Er verteidigte seinen Sitz bei drei Wiederwahlen, ehe er 1862 im Amt starb; zuletzt trat er 1861 nach einem Parteiwechsel als Demokrat an. Er stand während seiner Zeit im Senat dem Ausschuss für die Library of Congress vor, für eine kurze Zeit auch dem Finanzausschuss.